# Gallego (football)
Pour les articles homonymes, voir Gallego.
Francisco Fernández Rodríguez, dit Gallego, né le 4 mars 1944 à Puerto Real (province de Cadix, Andalousie), est un footballeur espagnol.
Joueur du Séville FC et du FC Barcelone, Gallego joue au poste de milieu de terrain dans les années 1960-1970.

 Il compte 36 sélections en équipe d'Espagne entre 1966 et 1973. Il a connu sa première sélection lors de la coupe du monde 1966 en Angleterre à l'occasion d'un match entre l'Espagne et l'Argentine.

## Clubs
- Séville FC (1961-1965)
- FC Barcelone (1965-1975)
- Séville FC (1975-1980)